# Karl-Ivar Andersson
Karl-Ivar Andersson (* 10. Januar 1932 in Gryteryd, Jönköping) ist ein ehemaliger schwedischer Radrennfahrer.

## Sportliche Laufbahn
Andersson war Teilnehmer der Olympischen Sommerspiele 1956 in Melbourne. Im olympischen Straßenrennen kam er beim Sieg von Ercole Baldini auf den 17. Platz. Die schwedische Mannschaft belegte mit Lars Nordwall, Karl-Ivar Andersson, Roland Ströhm und Gunnar Wilhelm Göransson in der Mannschaftswertung den 5. Rang.
1957 wurde er Vize-Meister im Straßenrennen hinter Uno Borgengârd, 1958 hinter Gunnar Wilhelm Göransson. Andersson gewann bei den Nordischen Meisterschaften 1958 die Goldmedaille in der Mannschaftswertung des Straßenrennens. Im Einzelrennen kam er auf den dritten Platz hinter dem Sieger Gunnar Wilhelm Göransson. 
1956 bestritt er die Internationale Friedensfahrt und wurde 19. im Endklassement.
Im Amateurrennen der UCI-Straßen-Weltmeisterschaften 1957 kam er als 29. ins Ziel. Mit dem Eintagesrennen Östgötaloppet siegte er 1958 und 1960 in einem der ältesten Straßenradsportwettbewerbe Schwedens.